# Un bambino di nome Gesù
Série
Un bambino di nome Gesù - L'attesa
(1989)
Pour plus de détails, voir Fiche technique et Distribution.
Un bambino di nome Gesù est une minisérie en deux parties diffusée en 1988, réalisée par Franco Rossi.
La minisérie, inspirée des évangiles apocryphes raconte l'enfance de Jésus avec quelques prémonitions et des miracles. La minisérie a été diffusée pour la prermière fois sur Canale 5 les 3 et 4 avril 1988.
Deux suites de 100 minutes chacune ont été également filmées, Un bambino di nome Gesù - L'attesa (1989) et Un bambino di nome Gesù - Il mistero (1991). On peut les considérer comme la troisième et la quatrième partie de l'ensemble.

## Synopsis

### Première partie
Quand Hérode, craignant que le Messie soit né, ordonne le massacre des enfants de Bethléem de moins de deux ans, Joseph s'enfuit avec sa famille, prévenu en songe. Sept ans après, Joseph, Marie et Jésus vivent dans un village à la frontière de la Palestine, mais ils sont retrouvés par Sefir, chargé par Hérode de tuer l'enfant. Diverses tentatives de tuer ou d'enlever l'enfantéchouent. Marie et Jésus, séparés de Joseph qui a été blessé, se rattachent à une caravane qui se dirige vers la Galilée. Sefir parvient à les capturer, mais soudain, il change d'avis et les relâche. Joseph retrouve Marie et Jésus, et tous trois se dirigent vers Nazareth.

### Deuxième partie:L'attesa
Jésus, revenu avec ses parents à Nazareth, aide Jeder, un joueur traqué par un créditeur. Une solide amitié se noue entre eux deux, et Jéder refuse de dénoncer Jésus à Hérode Antipas.

### Troisième partie:Il mistero
Jésus se rend à Jérusalem, accompagné de Joseph, pour recevoir une formation que Nazareth ne peut lui offrir. Loin de sa mère, l'enfant a des visions de son futur et de la Passion qui l'attend.

## Fiche technique
- Titre italien original : Un bambino di nome Gesù
- Réalisation : Franco Rossi
- Scénario : Vittorio Bonicelli, Francesco Scardamaglia, Franco Rossi
- Musique : Piero Piccioni
- Production : Elio Scardamaglia, Francesco Scardamaglia pour Reteitalia, Leone Film Group (it), Mediacom, Taurus Film
- Pays de production :  Italie,  Allemagne de l'Ouest
- Genre : dramatique, religieux
- Durée : 190 min
- Langue originale : italien
- Format d'image : 4:3
- Photographie : Gianfranco Transunto
- Montage : Giorgio Serrallonga, Domenico Varone
- Décors : Enrico Fiorentini
- Costumes : Jost Jakob
- Première diffusion : 
  - Italie (Canale 5) : 3-4 avril 1988

## Distribution
- Matteo Bellina : Jésus enfant
- María del Carmen San Martín : Marie
- Bekim Fehmiu : Joseph
- Pierre Clémenti : Sefir
- Alessandro Gassman : Jésus adulte
- Irene Papas : Marie âgée
- Brahim Mastoura : Gad
- Franco Interlenghi : Livio Rufo
- Maurizio Donadoni : Jeder
- Franco Citti : un berger
- Frédéric Darie : Elia
- Duta sec : ermite
- Kamel Touati : Omar
- Abdellatif Hamrouni : le rabbin
- Dalila Meftahi : Semira
- Fethi Hedaoui : Chela
- Brahim Mastoura : Gad
- Fatma Harbi : Esther
- Kauther Bardi : la jeune mariée
- Hatm Hayeb : le jeune marié
- Halima Daoud : la mère de la lépreuse
- Fatma Saidane : la lépreuse miraculée
- Hatteb Smelali : Hérode